# Пейсън (Юта)
Вижте пояснителната страница за други значения на Пейсън.
Пейсън (на английски: Payson) е град в окръг Юта, щат Юта, Съединени американски щати. Намира се на 10 km югоизточно от езерото Юта. Населението му е 19 892 души (по приблизителна оценка от 2017 г.).
В Пейсън е родена певицата Джуъл Килчър (р. 1974).